# Stephan Rürup
Stephan Rürup (* 1965 in Bad Oeynhausen) ist ein deutscher Cartoonist, Comiczeichner und Musiker.

## Leben
Rürup machte 1985 sein Abitur am Evangelisch Stiftischen Gymnasium Gütersloh und leistete anschließend seinen Zivildienst im Gütersloher Hermann-Geibel-Haus, einer Altenpflegeeinrichtung. Er studierte Visuelle Kommunikation an der Fachhochschule Münster. Seit 1989 veröffentlicht er Cartoons und Comics, unter anderem in Kowalski, Titanic, Eulenspiegel und ZITTY.
Von 1993 bis 1995 erschienen drei Kinderbücher, von 1997 bis 2000 war er Lehrbeauftragter für Zeichnen und Illustration an der Fachhochschule Münster. Von 2000 bis 2014 arbeitete Rürup als Redakteur bei der Satirezeitschrift Titanic. Er zeichnet u. a. für die Welt am Sonntag und die Mitgliederzeitschrift der IG Metall.
Den renommierten Deutschen Cartoonpreis gewann er 2018 auf der Frankfurter Buchmesse für einen Cartoon über Kinderarmut. Die Juryentscheidung war einstimmig.
Stephan Rürup lebt in Münster.

### Musik
Von 1992 bis zu ihrer Auflösung 1998/1999 war Rürup Sänger der Jazzcore/Noise-Band Porf: In dieser Zeit wurden vier Alben veröffentlicht, die letzten beiden beim Troisdorfer Label bluNoise. 2005 gründete er mit dem Porf-Schlagzeuger Ronald Hofhüser die Band Zimt, nach dem Ausstieg von Carsten Finkenberg in ZMT umbenannt.

### Zitat
„[S]eine Figuren [bleiben], bei aller Übertreibung und physiognomischen Verzerrung, wenigstens in Ansätzen immer liebenswert und nahe, egal wie brutal oder deformiert sie sich gebärden.“

## Veröffentlichungen (Auswahl)
- 2000: Monstersonntag
- 2003: Neustart klingt so unpersönlich! Nennen wir es Neuanfang!
- 2008: Rürups bessere Welt

## Ausstellungen (Auswahl)
- 2006: Bitte nicht mehr mit den Hühnern ins Bett! (Caricatura Kassel)

## Auszeichnungen
- 1996: 1. Preis des Internationalen Wettbewerbes BERLINER KARIKATURENSOMMER
- 2008: Bernd-Pfarr-Sonderpreis für komische Kunst des Sondermann-Preises
- 2012: Deutscher Cartoonpreis, 3. Platz
- 2018: Deutscher Cartoonpreis, 1. Platz

## Diskografie (Auswahl)
Mit Porf
- 1994: Sunny (Costbar)
- 1996: Live (Costbar)
- 1997: Unhappy (BluNoise)
- 1998: Früher als hier (BluNoise)

Mit Zimt/ZMT
- 2008: Trauma (Starkton)
- 2012: Sonderfahrt (BluNoise)
- 2015: Andererseits (BluNoise)